# Аристов, Андрей Петрович
Андре́й Петро́вич А́ристов (1812, Новое, Мологский уезд, Ярославская губерния — 1860-е) — профессор философии в ярославском Демидовском лицее (1838—1846).

## Биография
Родился в семье священника в селе Новое Мологского уезда Ярославской области. Окончил Ярославскую духовную семинарию (1832) и Московскую духовную академию (1836) — со степенью магистра богословия.
С 1836 года преподавал философию в Тверской духовной семинарии. С мая 1838 по 1846 год был профессором философии в ярославском Демидовском лицее; сокращён при введении нового устава лицея. Читал в лицее логику, психологию, историю философии и нравственную философию. Был убеждён, что философия «чужеземная, будет ли она шотландская, или французская, или германская, или другая какая, для нас русских, не годится», поскольку «нужна философия, зависимая от народности».
Занимался метеорологией и в 1843 году предложил Ярославскому обществу сельского хозяйства организовать наблюдения за погодой по разработанной им таблице.

## Труды
- Речь о влиянии народного духа на философию. — М., 1839. — 44 с.
- Философия составляет существенную потребность человеческого духа. — М., 1840.
- О философско-религиозных учениях Канта, Фихте, Шеллинга и Гегеля. — М., 1846.